# Antoni Herliczka
Antoni Jan Herliczka (ur. ok. 1723-1724, zm. 14 marca 1808 w Haćkach) – malarz czynny w Polsce w XVIII w.
Brak jest informacji nt. wczesnych etapów życia i nauki Herliczki. Przypuszcza się, że pochodził prawdopodobnie z Czech. Pierwsze źródłowe wzmianki o nim są z dokumentów z 1749 i informują, że był czeladnikiem malarza Jerzego Wilhelma Neunhertza w Warszawie i w tym samym roku otrzymał pierwsze samodzielne zlecenie od Jana Klemensa Branickiego. Z tym magnatem i jego rodziną związał się odtąd na stałe (od 1753 umową jako malarz nadworny), choć czasami, zwłaszcza po śmierci J.K. Branickiego przyjmował też zamówienia innych osób, w tym króla Stanisława Augusta Poniatowskiego. Mieszkał w Białymstoku w domu miejskim należącym do Branickiego, który ostatecznie otrzymał na własność w 1771. Pod koniec życia osiadł w Haćkach, gdzie już wcześniej dzierżawił wójtowstwo, a w 1780 otrzymał je na własność wraz z ziemią.
Ożenił się z mieszkanką Białegostoku Marianną z d. Paszkowską, ślub wzięli w 1754, miał 3 córki i pięciu synów. Najstarszy z nich, Józef Henryk, został malarzem.
A. Herliczka reprezentował sztukę późnego baroku. Zdecydowaną większość prac malarskich stworzył w Białymstoku i jego okolicach. Wykonywał głównie malowidła naścienne, ale tworzył również portrety, obrazy religijne i pejzaże, także kopie obrazów innych artystów, a czasami malował pojazdy konne (karetę i kolaskę) Branickich.

## Wybrane realizacje A. Herliczki
- 1750 - malowidła naścienne w kościele św. Stanisława w Siedlcach[19]
- 1751 - freski w kościele w Białymstoku[20]
- 1754 - malowidła naścienne w pałacu Branickich w Warszawie, prawdopodobnie pracował tam już wcześniej, w okresie 1746-1748, ale pod kierunkiem Neunhertza[21]
- od 1754 - malowidła naścienne w kompleksie pałacowym Branickich w Białymstoku, malował tam kolejne pomieszczeniach z przerwami co najmniej do 1773[22].
- 1755 i 1766 - freski w pałacyku Braniewskich w Stołowaczu[23]
- 1756-1758 - freski w pałacu Branickich w Choroszczy i w kościele w tej miejscowości (pracował tam również w 1763 i 1764) [24]
- 1761  - freski w kościele św. Katarzyny i Świętej Trójcy w Tyczynie[25][26]
- 1774 - malowidła w dworze w Jordanowicach[27]
- 1776, 1777 malowidła naścienne w warszawskim Pałacu Myślewickim na terenie Łazienek Królewskich na zamówienia króla S. Poniatowskiego[28]
- malowidła na fasadach niektórych budynków w Białymstoku[29]
- 1792 - obrazy ołtarzowe dla kościoła św. Wawrzyńca w Dolistowie[30]

W starszej literaturze (np. ) twierdzono, że wszystkie prace Herliczki zostały zniszczone lub zaginęły, jednak w XXI w. wykazano, że część dorobku artysty przetrwała.